# U.S. National Championships 1883
Gli U.S. National Championships 1883 (conosciuti oggi come US Open) sono stati la 2ª edizione degli U.S. National Championships e seconda prova stagionale dello Slam per il 1883. Si è disputato al Newport Casino di Newport negli Stati Uniti.
Il singolare maschile è stato vinto dallo statunitense Richard Sears, che si è imposto sul connazionale James Dwight in tre set col punteggio di 6–2, 6–0, 9–7. Sears e Dwight si sono anche aggiudicati il torneo di doppio.

## Singolare maschile
Richard Sears ha battuto in finale  James Dwight con il punteggio di 6–2, 6–0, 9–7.

## Doppio maschile
Richard Sears /  James Dwight hanno battuto in finale  Alexander van Rensselaer /  Arthur Newbold con il punteggio di 6–0, 6–2, 6–2.